# Elizabeth Maconchy
Elizabeth Maconchy est une compositrice et pédagogue britannique, née à Broxbourne (Hertfordshire, Angleterre) le 19 mars 1907, morte à Norwich (Comté de Norfolk, Angleterre) le 11 novembre 1994.

## Biographie
Née de parents d'origine irlandaise, elle prend d'abord des leçons privées de piano, d'harmonie et de contrepoint, avant d'étudier de 1923 à 1927 au Royal College of Music de Londres. Ses professeurs sont :Charles Wood, Ralph Vaughan Williams pour la composition, et Arthur Alexander pour le piano. Elizabeth Maconchy poursuit sa formation, à l'aide d'une bourse, en 1929 à Prague (Tchécoslovaquie). Auprès du chef d'orchestre Karel Jirák est créé son concerto pour piano et orchestre en 1990, avec Erwin Schulhoff au piano. Elle séjourne également à Vienne. Lors de son séjour en Europe centrale, elle découvre la musique de Béla Bartók, Alban Berg et Leoš Janáček qui influenceront (de même que Vaughan Williams) ses propres compositions, lesquelles resteront tonales. Comme Bartók, elle est l'auteur d'un corpus important de quatuors à cordes, treize en tout s'échelonnant de 1933 à 1984, de ses 25 à ses 75 ans. 
De retour à Londres en 1930, elle envoie une partition à Sir Henry Wood. « J'ai eu de la chance, il a joué ma suite The Land au Proms la même saison. Elle a reçu, je peux le dire, des avis de presse incroyablement bon mais c'est tout. Cette bonne réception n'a été suivie d'aucune commande, ni de subventions, ni même d'interview à bâton rompu, ni d'une autre exécution. Ça ne me paraissait même pas étrange à cette époque. Il semblait que c'était le lot du compositeur et qu’écrire de la musique devait être sa propre récompense ».
On lui diagnostic une tuberculose en 1932 et on lui conseille alors d'aller se soigner en Suisse. Elle refuse et s'installe dans le Kent avec son mari, où une grande partie de la journée, elle compose à l'extérieur. Vers 1936, ces œuvres ont déjà été donnée à Paris, aux États-Unis et même en Australie. 
Après la Seconde Guerre mondiale, sa musique est très peu jouée. Elle obtient des prix, le Edwin Ewan pour son 5e quatuor. Et avec son ouverture, Proud Thames, elle gagne le concours organisé en 1953 au moment du couronnement d'Élisabeth II. La BBC joue 6 de ses quatuors en 1955, une fierté personnelle. En 1959, elle est nommée Présidente de la Guilde des Compositeurs britanniques, la première femme à ce poste. 
Elle aide les jeunes compositeurs arrivant sur la scène musicale. Très critique envers sa musique, elle cesse volontairement d'écrire à l'aube de ses 80 ans, ne voulant pas ajouter à son catalogue des partitions qui n'en vaudrait pas la peine. 
On lui doit ainsi des pièces pour instrument solo (dont le piano), d'autres œuvres de musique de chambre, de la musique avec orchestre (dont plusieurs concertinos), des œuvres chorales et/ou avec voix soliste(s), dont des opéras.
Outre ses activités de compositrice, elle sera aussi professeur de musique au King's College de Londres, à partir de 1947.
De son mariage en 1930 avec William Richard LeFanu, est née notamment Nicola LeFanu, également compositrice. 
Elizabeth Maconchy a été anoblie en 1987.

## Œuvres (sélection)

### Pièces pour instrument solo
- 1939 : Impromptu pour piano ;  'A Country Town for Children' Suite, pour piano ;
- 1941 : Contrapuntal Pieces, pour piano ;
- 1965 : Notebook et Sonatina, pour clavecin ;
- 1976 : Morning, Noon and Night, pour harpe ;
- 1984 : Excursion, pour basson ; Five Sketches, pour alto ;
- 1985 : Narration, pour violoncelle.

### Musique de chambre

#### Quatuors à cordes
no 1 (1933) ; no 2 (1936) ; no 3 (1938) ; no 4 (1943) ; no 5 (1948) ; no 6 (1950) ; no 7 (1955) ; no 8 (1967) ; no 9 (1969) ; no 10 (1972) ; no 11 (1976) ; no 12 (1979) ; no 13 Quartetto Corto (1984).

#### Autres œuvres
- 1932 : Quintette avec hautbois ;
- 1938 : Sonate pour alto et piano ;
- 1944 : Sonate pour violon et piano ; Serenade, pour violoncelle et piano ;
- 1963 : Quintette avec clarinette ;
- 1972 : Quatuor avec hautbois ; Three Bagatelles, pour hautbois et clavecin ;
- 1978 : Contemplation, pour violoncelle et piano ;
- 1979 : Fantasia, pour clarinette et piano ; Colloquy, pour flûte et piano ; Romanza, pour alto et ensemble de chambre ;
- 1980 : Quintette à vent ; Piccola musica, pour trio à cordes ;
- 1982 : Tribute, pour violon, deux flûtes, deux hautbois, deux clarinettes et deux bassons.

### Œuvres avec orchestre

#### Concertinos
pour piano et petit orchestre (1928) ; pour clarinette et orchestre à cordes (1945) ; pour piano et orchestre à cordes (1949) ; pour hautbois, basson et orchestre à cordes (1949) ; pour basson et orchestre à cordes (1952) ; pour clarinette (1985).

#### Autres œuvres concertantes
- 1937 : Concerto pour alto ;
- 1940 : Dialogue, avec piano ;
- 1962 : Serenata concertante, avec violon ;
- 1965 : Variazioni concertanti, pour hautbois, clarinette, basson, cor et orchestre à cordes ;
- 1975 : Epyllion, pour violoncelle et petit orchestre à cordes (15 instruments).

#### Œuvres pour orchestre à cordes
- 1942 : Theme and Variations  ;
- 1953 : Symphony for Double String Orchestra ;
- 1983 : Music for Strings ;
- 1985 : Life Story.

#### Autres œuvres pour orchestre
- 1929 :  'The Land' Suite ;
- 1935 : The Little Red Shoes, musique de ballet ;
- 1940 : Puck Fair, musique de ballet ;
- 1942 : Variations on a Well-known Theme ;
- 1951 : Nocturne ;
- 1953 :  'Proud Thames' Overture ;
- 1965 : Music for Woodwind and Brass, pour orchestre de bois, cuivres et percussions ;
- 1976 : Sinfonietta ;
- 1980 : Little Symphony ;

### Œuvres chorales
- 1965 : Nocturnal, pour chœurs a cappella ;
- 1969 : And Death shall have no Dominion, avec deux cors, trois trompettes et trois trombones ;
- 1978 : Four Miniatures, pour chœurs a cappella ; Héloïse and Abélard, cantate avec soprano, ténor, baryton et orchestre ; The Leaden Echo and the Golden Echo, avec flûte, alto et harpe ;
- 1979 : Creatures, pour chœurs a cappella ;
- 1985 : Still falls the Rain, pour chœurs a cappella ;
- 1989 : On Stephenses Day pour chœur de femmes a cappella ;

### Œuvres avec voix soliste(s)
- 1938 : The Garland, pour soprano et piano ;
- 1949 : A Winter's Tale, pour soprano et quatuor à cordes ;
- 1957 : The Sofa, opéra en un acte pour soli, chœurs et orchestre ;
- 1961 : The Departure, opéra en un acte pour mezzo-soprano, baryton, chœurs et orchestre ;
- 1965 : Four Shakespeare Songs, pour voix haute et piano ;
- 1966 : Three Donne Songs, pour ténor et piano ;
- 1967 : The Three Strangers, opéra en un acte pour soli, chœurs et orchestre ;
- 1968 : The Birds, opéra en un acte pour trois récitants, soli, chœurs et orchestre ;
- 1970 : Ariadne, pour soprano et orchestre ; Three Settings of Poems by Gerard Manley Hopkins, pour voix haute et orchestre ;
- 1978 : Sun, Moon and Stars, pour soprano et piano ;
- 1981 : My Dark Night, pour soprano et ensemble instrumental.